# Christoph Ludwig Agricola

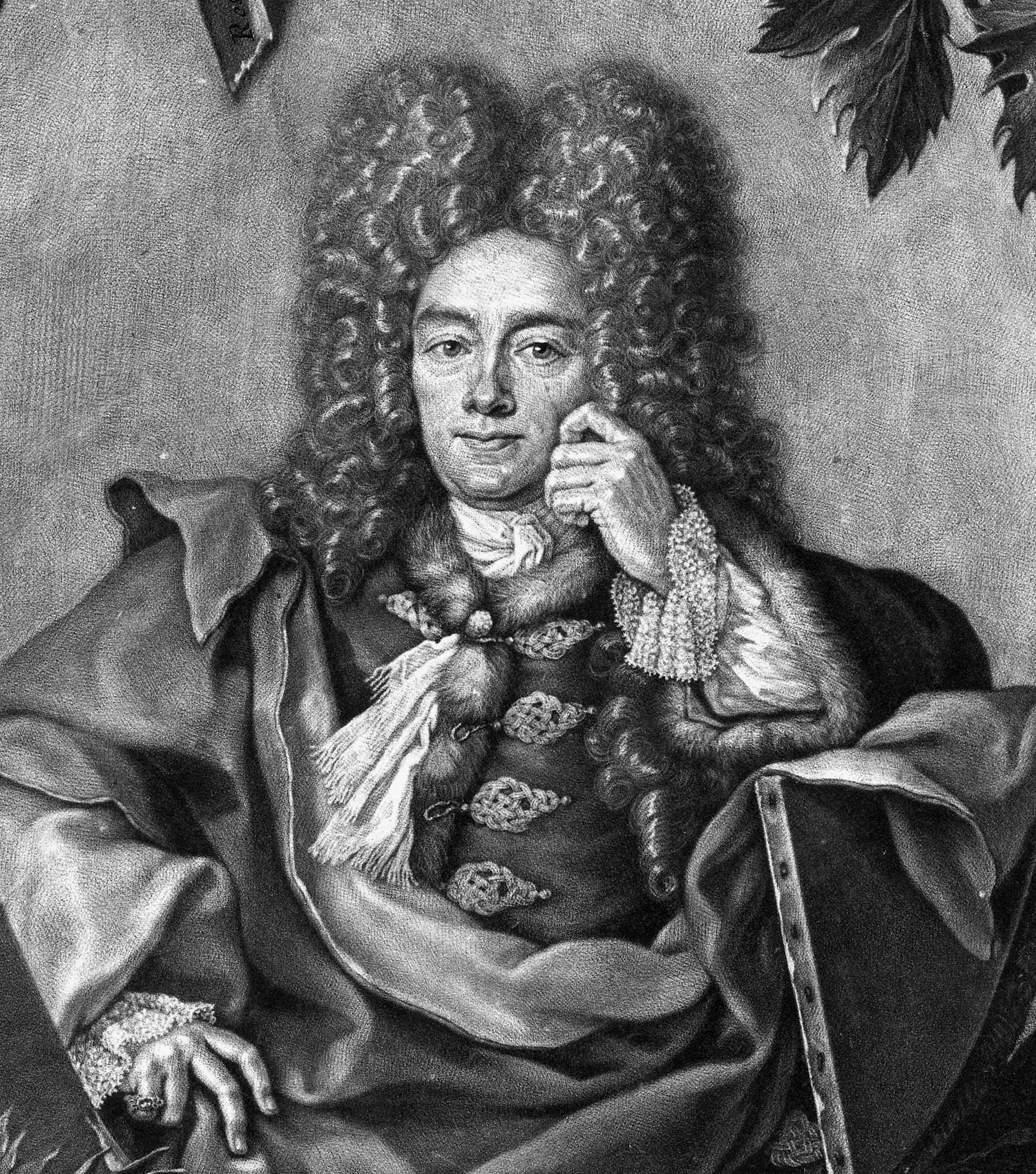
Christoph Ludwig Agricola, Ausschnitt eines Kupferstichs von Bernhard Vogel, 1711

Christoph Ludwig Agricola (* 5. November 1665 in Regensburg; † 8. August 1724 ebenda) war ein deutscher Landschaftsmaler.

## Leben
Agricola verbrachte einen großen Teil seines Lebens auf Reisen, er besuchte England, die Niederlande und Frankreich und war auch längere Zeit in Neapel.
Seine zahlreichen Landschaftsgemälde geben bemerkenswert genau die Natur wieder, die Darstellung der verschiedenen Jahreszeiten beherrschte er ausgezeichnet. Sein Motivgestaltung zeigt Einflüsse von Nicolas Poussin, die Genauigkeit von Licht und Farbwahl ist in ähnlicher Form auch schon bei Claude Lorrain zu finden. Die meisten seiner Werke sind im sogenannten Kabinettformat entstanden, einem kleinen Bildformat, wie man es seinerzeit in Kabinetten verwendete.
Seine Bilder werden vor allem in deutschen, vormals fürstlichen Gemäldegalerien bewahrt, darunter in Braunschweig, Dessau, Dresden, Kassel, Schwerin, sind aber auch in Breslau, Prag, Kopenhagen, Venedig, Florenz und Neapel zu finden.
Sein Bildnis, 1709 von der venezianischen Malerin Rosalba Carriera geschaffen, ist heute verschollen; es wurde 1711 von dem Augsburger Kupferstecher Bernhard Vogel (1683–1737) in einem Schabkunstblatt reproduziert.

## Werke (Auswahl)

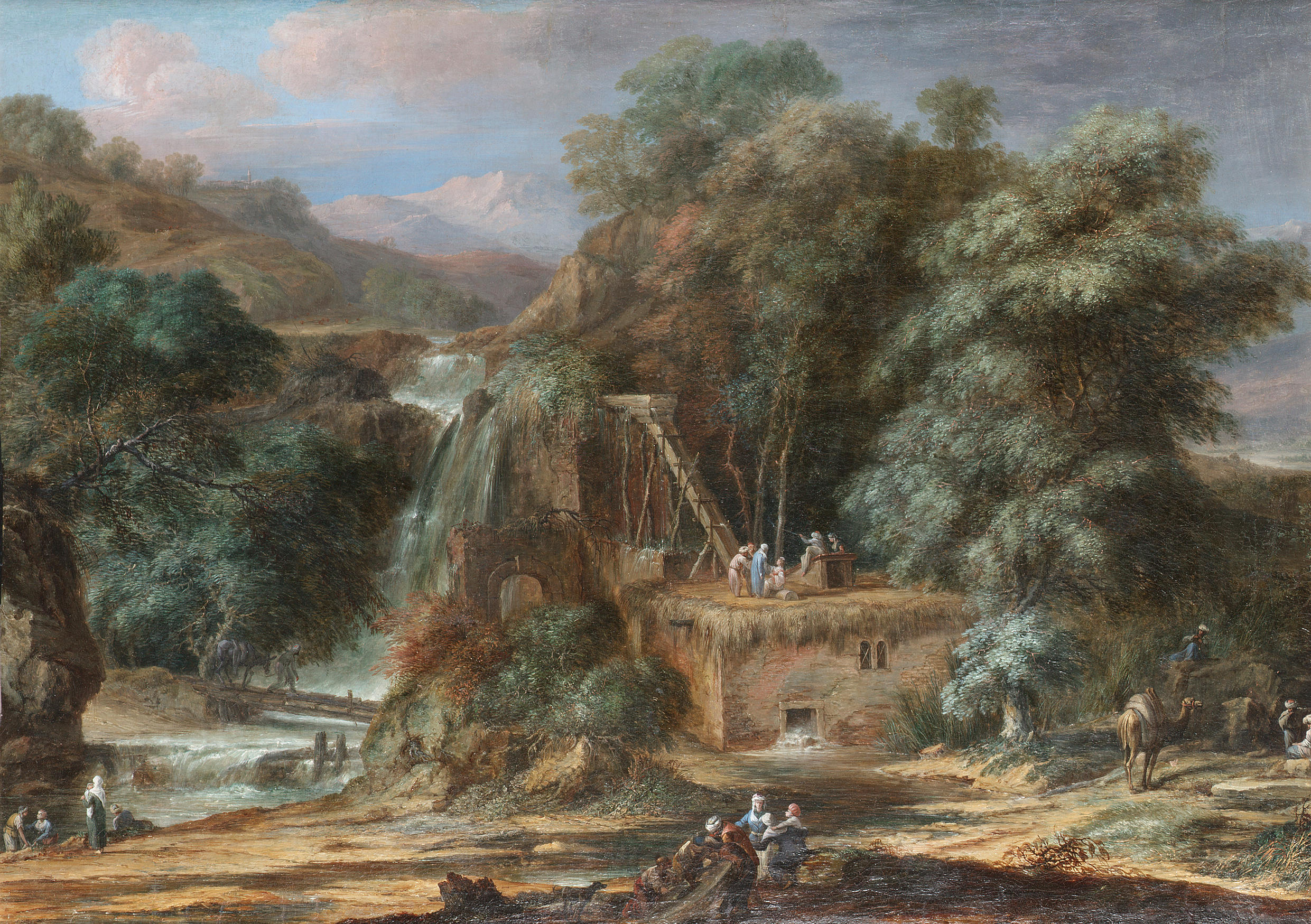
Flusslandschaft

- Selbstportrait mit Pinsel und Palette (im Herzog Anton Ulrich-Museum in Braunschweig)
- Portrait seines Bruders (geschabt von Bernhard Vogel)
- Diana und Aktäon (Ätzung)
- Satyr mit Nymphe auf dem Ruhebett (Ätzung)
- Landschaft mit Fluß und Hütten (Ätzung)
- Landschaft mit dem Mühlenstein (Leinwand, 83×66,5)